# Интеллектуал
Интеллектуал:
- человек с высоко развитым умом и аналитическим мышлением;
- представитель умственного труда.

С позиции социологии «интеллектуал», в отличие от «эрудита», является творческим социальным субъектом, постоянно включенным в процесс абстрагирования по поводу истины и морали. Интеллектуал производит и развивает идеи, определяет нормы и культурные ценности для остальной части общества.
По мнению профессора Хосе Арангурена, для интеллектуала не составит труда признать, что то, что мы имеем, — это не то, что должно быть. Из этого понимания складывается нонконформизм интеллектуала — то, что называется «аутсайдерством», бунтарством. Таким образом, интеллектуал становится «совестью нации», «самым передовым, независимым и прогрессивным голосом меньшинства в обществе».

## История
До XVIII века интеллектуалом в современном смысле оказывался любой грамотный человек. Образованные мужчины назывались грамотеями/книжниками (англ. man of letters, дословно — «человек букв»). Термин «грамотей» указывал на различия обученных письму и неграмотных, что являлось важным социальным аспектом при малой распространённости грамотности.
С конца XVIII века число грамотных в Европе значительно увеличилось; выражение «человек букв» приобрело более узкое значение, связанное с окололитературной деятельностью — реже для обозначения писателей, чаще — критиков, эссеистов и журналистов. Этот вид деятельности в XX веке стал более академичным и заменился более нейтральным «интеллектуал».
В широкое распространение термин «интеллектуал» вошёл в конце XIX века в связи с манифестацией группы литераторов и учёных в знак протеста против действий французского правительства в деле Дрейфуса, которые подписали ультиматум, опубликованный под названием «Манифест интеллектуалов».
Начиная со второй половины XX столетия, многие учёные и публицисты активно объединяют понятия «интеллектуал» и «интеллигент».